# Marlens
Marlens ist eine Commune déléguée in der französischen Gemeinde Val de Chaise mit 1.005 Einwohnern (Stand: 1. Januar 2022) im Département Haute-Savoie in der Region Auvergne-Rhône-Alpes.

## Geographie
Marlens liegt auf 461 m, nordöstlich von Faverges, etwa zwölf Kilometer nördlich der Stadt Albertville (Luftlinie). Das Dorf erstreckt sich in einer breiten Talniederung der Chaise, welche die Bornes-Alpen im Norden vom Massiv der Bauges im Süden trennt. 
Zu Marlens gehörten neben dem eigentlichen Ortskern auch verschiedene Weilersiedlungen und Gehöfte, darunter: 
- Ombre (500 m) leicht erhöht am südlichen Rand der Talfurche
- Thermesay (470 m) in der Talsenke der Chaise
- Le Villard (490 m) nördlich an Marlens anschließend
- La Côte-de-Marlens (960 m) auf dem Bergrücken westlich des Col de l’Epine

Nachbarorte von Marlens sind Serraval und Le Bouchet-Mont-Charvin im Norden, Ugine im Osten, Marthod und Cons-Sainte-Colombe im Süden sowie Saint-Ferréol im Westen.

## Geschichte
Die erste urkundliche Erwähnung von Marlens datiert aus dem Jahre 867 unter dem Namen Villa Marlindam, als König Lothar von Lothringen das Gebiet seiner Frau Theutberga schenkte. Der Ortsname geht auf den burgundischen Personennamen Mârila zurück. Mit dem Suffix -ens bedeutet er so viel wie bei den Leuten des Mârila.
Die Gemeinde Marlens wurde mit Wirkung vom 1. Januar 2016 mit der früheren Gemeinde Cons-Sainte-Colombe fusioniert und zur Commune nouvelle Val de Chaise zusammengelegt. Sie gehörte zum Arrondissement Annecy und zum Faverges. 

## Sehenswürdigkeiten

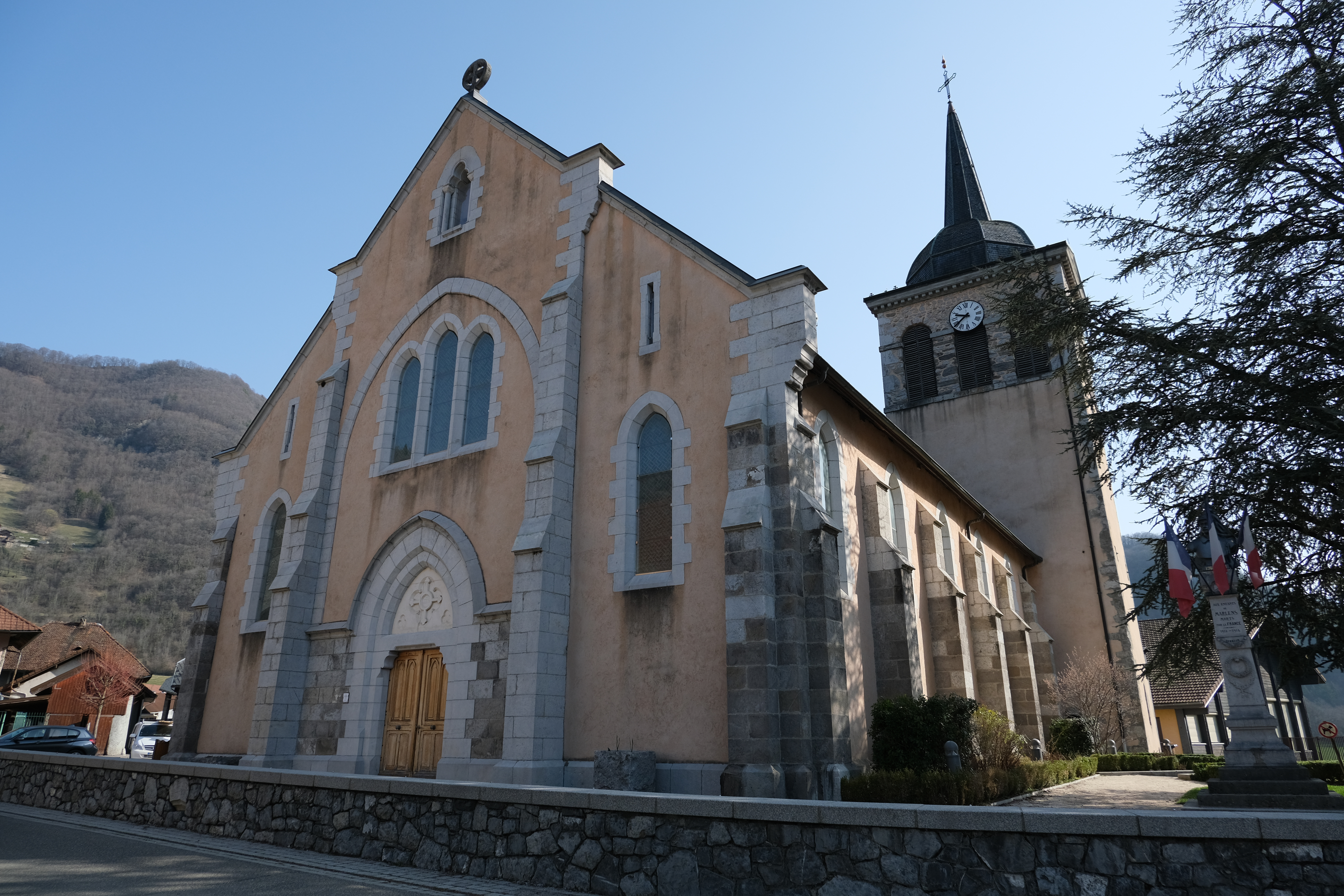
Die Pfarrkirche Saint-Victor et Saint-Ours

Die Pfarrkirche Saint-Victor et Saint-Ours wurde von 1867 bis 1868 im Stil der Neugotik erbaut. Im alten Ortskern sind zahlreiche Häuser im typischen savoyischen Baustil erhalten.

## Bevölkerung
| Bevölkerungsentwicklung | Bevölkerungsentwicklung |
| Jahr                    | Einwohner               |
| ----------------------- | ----------------------- |
| 1962                    | 624                     |
| 1968                    | 616                     |
| 1975                    | 637                     |
| 1982                    | 609                     |
| 1990                    | 656                     |
| 1999                    | 699                     |
| 2004                    | 761                     |

Im Verlauf des 19. und 20. Jahrhunderts nahm die Einwohnerzahl aufgrund starker Abwanderung kontinuierlich ab (1861 wurden in Marlens noch 807 Einwohner gezählt). Seit Beginn der 1980er Jahre wurde jedoch wieder eine Bevölkerungszunahme verzeichnet.

## Wirtschaft und Infrastruktur
Marlens war bis weit ins 20. Jahrhundert hinein ein vorwiegend durch die Landwirtschaft und Alpwirtschaft geprägtes Dorf. Heute gibt es verschiedene Betriebe des Kleingewerbes. Entlang der Hauptstraße ließen sich auch einige neue Unternehmen nieder. Viele Erwerbstätige sind Wegpendler, die in den größeren Ortschaften der Umgebung ihrer Arbeit nachgehen.
Die Ortschaft ist verkehrsmäßig recht gut erschlossen. Sie liegt an der Hauptstraße N508, die von Annecy nach Albertville führt. Weitere Straßenverbindungen bestehen mit Cons-Sainte-Colombe und Le Bouchet. Der nächste Anschluss an die Autobahn A430 befindet sich in einer Entfernung von rund 17 km. Marlens besaß einen Bahnhof an der Linie von Albertville nach Faverges, die mittlerweile stillgelegt wurde.